# Ferrari World
Ferrari World Abu Dhabi er en forlystelsespark på den kunstige ø Yas i Abu Dhabi, Forenede Arabiske Emirater. Selve parken ligger på motorsportsbanen Yas Marina Circuits område. Det er den første og eneste Ferrari-brandede temapark, og den største indendørs forlystelsespark i verden, ligesom verdens hurtigste rutsjebane, Formula Rossa, er beliggende her.
Første spadestik blev taget 3. november 2007, og det tog tre år at udvikle og opføre Ferrari World, inden den officielt blev indviet 4. november 2010. Hele parken dækker et areal på 86.000 m2. Den har i alt 23 forlystelser, hvoraf de fire er rutsjebaner. Én femte er under opførsel, og åbner i løbet af 2016.
Ferrari World Abu Dhabi blev ved World Travel Awards i 2015 kåret til "Mellemøstens bedste turistattraktion".